# 시각 커뮤니케이션

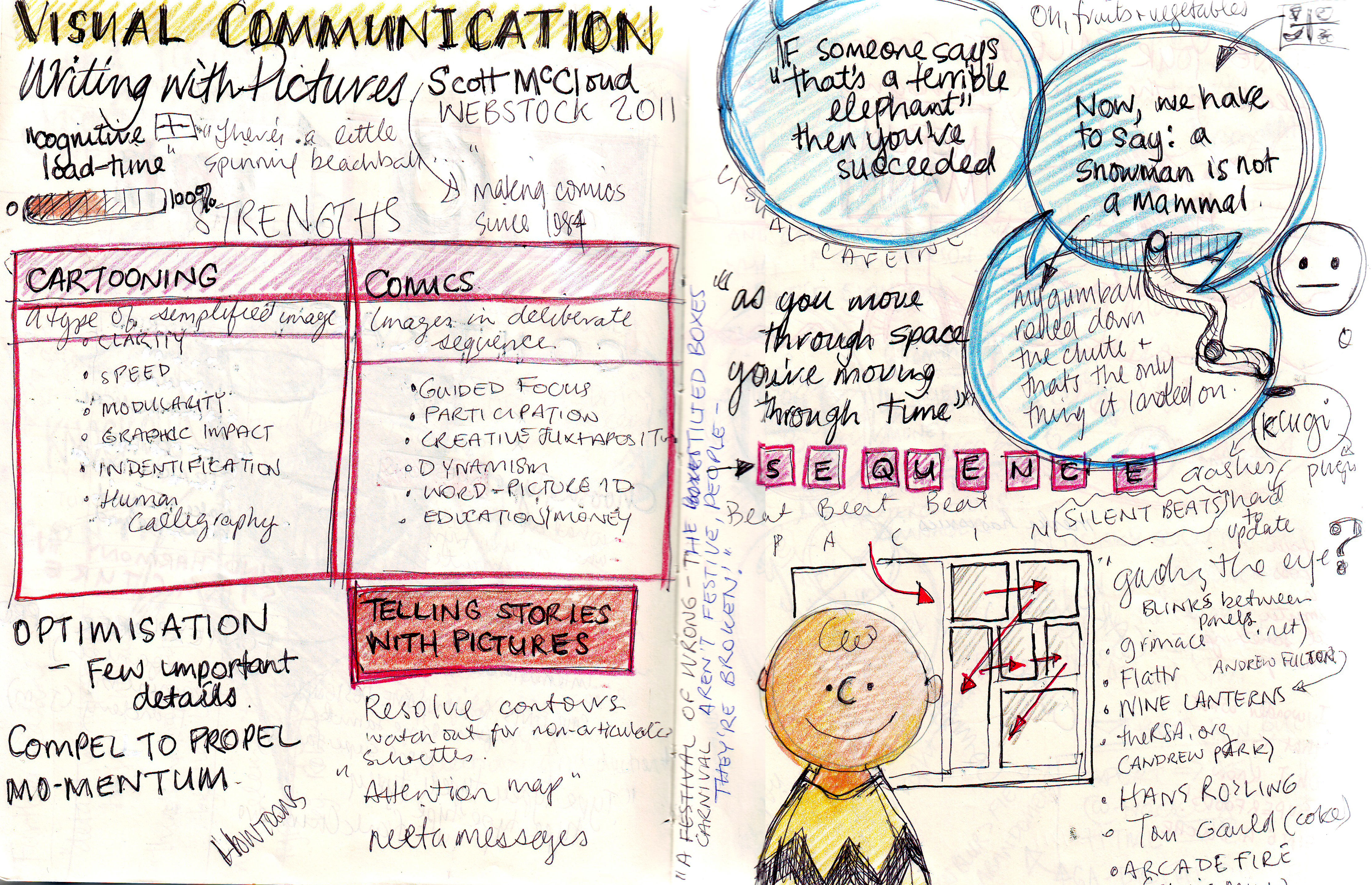
시각 커뮤니케이션 과정을 보여주는 그림

시각 커뮤니케이션, 비주얼 커뮤니케이션(Visual communication), 시호통신은 표지, 타이포그래피, 그림, 그래픽 디자인, 삽화, 산업 디자인, 광고, 애니메이션 및 전자 자원을 포함하되 이에 국한되지 않는 아이디어와 정보를 전달하기 위해 시각적 요소를 사용하는 것이다. 시각 커뮤니케이션은 보다 추상적인 구조로 인해 다른 언어 또는 서면 언어와 비교할 때 독특한 것으로 입증되었다. 관객의 경험 영역에 따라 기호의 해석이 달라지기 때문에 독특함이 돋보인다. 이미지의 해석은 종종 구두 또는 서면 언어에 사용되는 일련의 알파벳 및 단어와 비교된다. 학자들이 발견한 또 다른 차이점은 문자나 언어를 가르치더라도 시각을 배울 필요가 없기 때문에 시각이 있는 사람들은 시각 커뮤니케이션에 대한 인식과 일상생활에 미치는 영향이 부족할 수 있다는 것이다. 위에 나열된 시각적 요소 중 다수는 선사 시대부터 인간이 사용해 온 시각 커뮤니케이션 형태이다. 현대 문화에는 시각적 요소에 관한 여러 유형의 특징이 있으며, 이는 사물, 모델, 그래프, 다이어그램, 지도 및 사진으로 구성된다. 다양한 유형의 특성과 요소 외에도 색상, 모양, 톤, 질감, 그림 바탕, 균형 및 계층이라는 시각적 커뮤니케이션의 7가지 구성 요소가 있다.
이러한 각각의 특성, 요소, 구성요소는 일상생활에서 중요한 역할을 한다. 시각적 커뮤니케이션은 소셜 미디어, 문화, 정치, 경제, 과학 등의 측면에서 특정한 목적을 가지고 있다. 이러한 다양한 측면을 고려하여 시각적 요소는 다양한 용도와 정보 전달 방식을 제시한다. 광고, 교육 및 학습, 연설 및 프리젠테이션 등 모두 메시지를 전달하는 시각 자료를 포함한다. 시각 자료와 관련하여 가장 일반적인 것은 칠판이나 화이트보드, 포스터 보드, 유인물, 비디오 발췌문, 프로젝션 장비, 컴퓨터 지원 프리젠테이션이다.

## 같이 보기
- 광고
- 아트 디렉터
- 지도학
- 그래픽 디자인
- 삽화
- 커뮤니케이션 모형
- 광 통신
- 사진술
- 표지
- 원격현장감
- 타이포그래피
- 화상통화
- 시각언어